# 克利維奧山

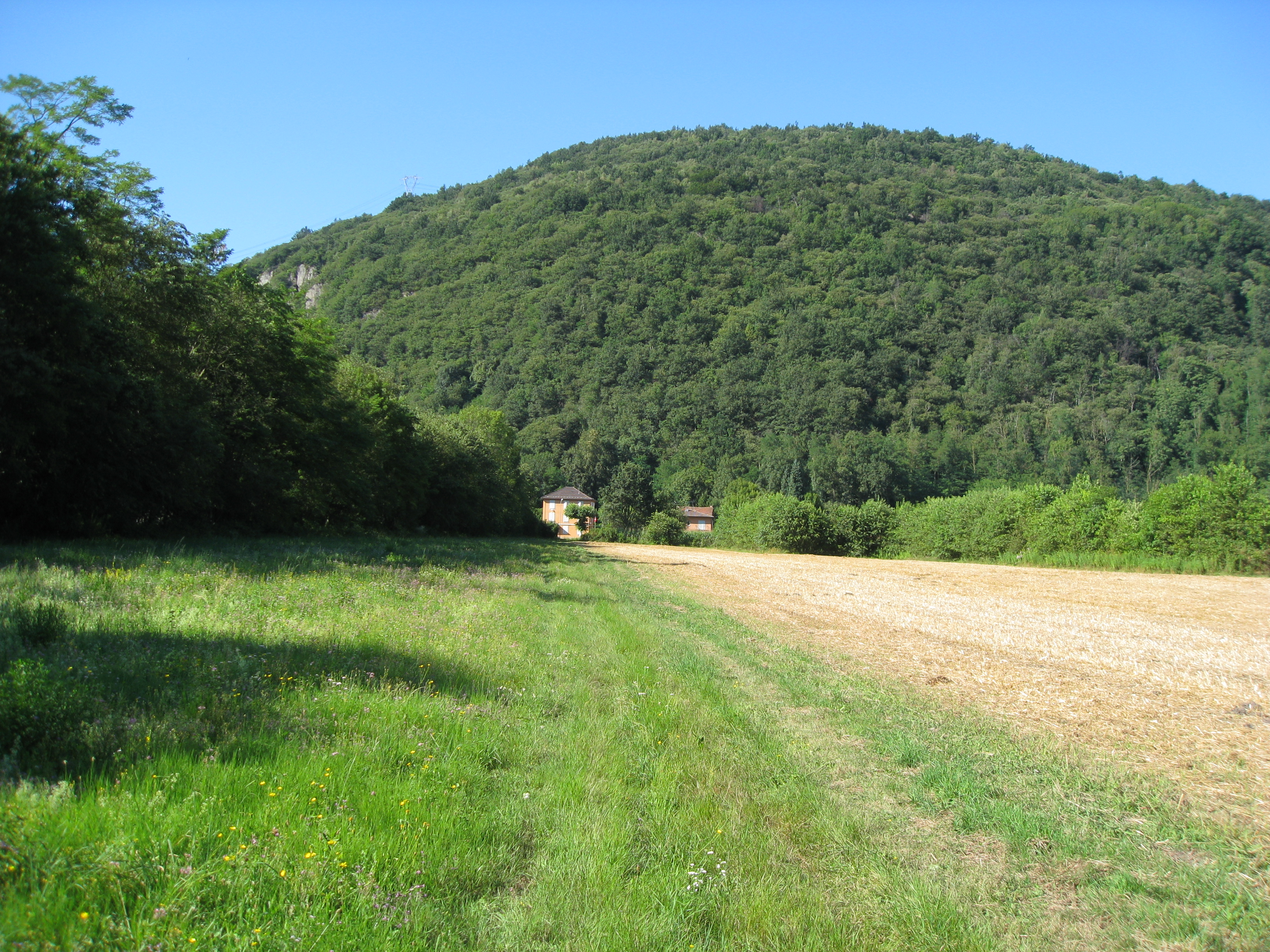

46°00′49″N 8°47′41″E / 46.01355°N 8.79459°E
克利維奧山（義大利語：Monte Clivio），是中歐的山峰，位於意大利和瑞士接壤的邊境，屬於瓦雷澤前阿爾卑斯山脈的一部分，距離羅戈里亞山1.1公里，海拔高度739米。